# Вениаминов, Пётр Дмитриевич
Пётр Дми́триевич Вениами́нов (1733—1775) — ординарный профессор практической медицины, химии и ботаники Московского университета.

## Биография
Сын священника. Учился в Славяно-греко-латинской академии, из которой в 1755 году по указу Святейшего Синода в числе первых студентов был переведён в Московский университет. Во время учёбы неоднократно награждался за студенческие работы, в течение полугода преподавал в гимназии греческий язык.
В 1758—1759 годах учился в Академическом университете в Санкт-Петербурге (в это время ректором Академического университета был М. В. Ломоносов).
В июле 1758 года по приказу И. И. Шувалова был отправлен (вместе с С. Зыбелиным) на стажировку за границу для «дальнейшего совершенствования в науках, преимущественно врачебных». Зачислен студентом Кёнигсбергского университета (10.11.1758). В Кёнигсберге изучал «ботанику по Турнефору и врачебное обществословие Фогеля у Тизена». В июне 1763 года Вениаминов и Зыбелин выехали в Лейденский университет, где продолжили медицинское образование. В Лейдене защитил диссертацию (1764) «О медике-убийце» (разбор случаев, когда лечение может стать причиной смерти больного) на степень доктора медицины.
После возвращения в Россию в августе 1765 Вениаминов вместе с Зыбелиным были подвергнуты экзамену, состоящему из пробной лекции и устных испытаний. Хотя экзаменовавшие его профессора И. Ф. Эразмус и И. Х. Керштенс отметили, что Вениаминов «даром слова не обладает и на предложенные вопросы отвечал экзаменаторам не всегда хорошо», по настоянию куратора В. Е. Адодурова и директора М. М. Хераскова Вениаминов был зачислен доцентом и приступил к преподаванию, одновременно наблюдая за изданием «Московских ведомостей».
С 1766 года стал читать на медицинском факультете курс «Ботаническая философия с гербаризацией в летнее время», чем положил начало созданию Гербария Московского университета. С мая 1768 года П. Д. Вениаминов — ординарный профессор медицинской ботаники и химии: читал «врачебное веществословие» и «теоретическую химию» по Фогелю. Читал также практическую медицину.
В 1771—1772 годах Вениаминов активно участвовал в борьбе с эпидемией чумы в Москве, в связи с чем временно прервал преподавание.
Имел обширную медицинскую практику и был очень популярным врачом в Москве (практиковал с 1767).
Редактор «Московских ведомостей» (1765—1767).
Похоронен на кладбище Донского монастыря.